# Bell 212
Bell 212 Twin Huey (također poznat i kao Twin Two-Twelve) helikopter je srednje veličine s dvostrukim motorom te glavnim rotorom s dva kraka. Svoj prvi let imao je 1968. godine. Izvorno ga je proizvodio Bell Helicopter u Mirabelu, Quebec, Kanada, Bell 212 prodavan je civilnim operatorima s konfiguracijom od petnaest sjedala (jednu za pilota i četrnaest za putnike). Cargo konfiguracija Bell 212 ima unutrašnji kapacitet od 6.23 m³ i može ponijeti do 2.268 kg vanjskog tereta.

## Inačice
- Bell model 212 - oznaka proizvođača Bell Helicopters za UH-1N.
- Twin Two-Twelve - inačica za civilni trasport. Može prevesti do 14 putnika.
- Agusta-Bell AB 212 - civilna ili vojna transportna inačica. Proizveden po licenci u talijanskoj Agusti.
- Bell 412 - Bell 212 s četverokračnim polutvrdim rotorskim sustavom.

## Tehničke karakteristike
Osnovne karakteristike
- posada: 1 (dvoje za IFR letenje)
- kapacitet: 14 putnika
- dužina: 17,43 m
- promjer rotora: 14,64 m
- visina: 3,83 m

Letne karakteristike
- najveća brzina: 223 km/h
- ekonomska brzina: 186 km/h
- dolet: 439 km
- brzina penjanja: 532 m/min
- najveća visina leta: 5.305 m
- motor: 1× Pratt & Whitney Canada PT6T-3 or -3B turboprop

## Ostale inačice
- UH-1N Twin Huey
- Bell 412

## Vanjske poveznice
- (en) Bell UH-1 Huey na Vectorsite Grega Goebela